# ジャン・ジル
ジャン・ジル（Jean Gilles, 1668年1月8日 タラスコン - 1705年2月5日 トゥールーズ）はフランス盛期バロック音楽の作曲家。南仏に留まって専ら宗教音楽家として活動した。数々の宗教曲の中でも、とりわけ《レクィエム》はアンドレ・カンプラのものと並んで、フランス宮廷でも賞せられた。
エクサン＝プロヴァンスの大聖堂で教会楽長ギヨーム・プロトヴァンに師事した後、1693年にその後任楽長に選ばれる。その後アグドやアヴィニョンの大聖堂で活動を続け、1697年にトゥールーズのサンテティエンヌ大聖堂に教会楽長として就任した。37歳になった矢先に夭折しているが、死を予感してレクィエムやいくつかのモテットを自分の葬儀のために作曲している。これらの宗教曲は、同じ南仏出身のカンプラをはじめ、同時代の多くの音楽家の注目を惹いた。
ジルのレクィエムや15のモテット、いくつかの《エレミアの哀歌》は、独唱者が歌う部分と合唱に歌われる部分との交替によって、コンチェルタート様式を取り入れており、間違いなくイタリア・バロック音楽からの影響を示している。コンチェルタート様式によるレクィエムの例は、すでにカンプラの《死者のためのミサ曲》にも見出されるが、ジルの作例はカンプラほどポリフォニックでないが、対比の原理がより劇的に利用されているといった相違点も見受けられる。
ジルのレクィエムは、パリの有名なコンセール・スピリテュエルによって15回上演されたほか、ジャン＝フィリップ・ラモーやポーランド王スタニスワフ1世、ルイ15世の葬儀でも演奏された。ピエール＝ルイ・ダカンは私信の中で、ジルがもっと長く生きていられたならば、間違いなくドラランドの後任に選ばれたであろうと述べている。